# Giovanni Domenico da Nola
Giovanni Domenico da Nola, eigentlich Giovanni Domenico Del Giovane (* zwischen 1510 und 1520 in Nola; † Mai 1592 in Neapel) war ein italienischer Komponist und Dichter der Renaissance.

## Leben und Werk
Nola war 1546–47 Gründungsmitglied der Accademia dei Sereni und bekannt mit dem Lautenisten Luigi Dentice und Giovanni Battista d’Azzia, marchese di Laterza, einem Förderer von Orlando di Lasso. Ab Februar 1563 bis zu seinem Tod wirkte er als Maestro di cappella an der SS Annunziata in Neapel. In dieser Funktion lehrte er auch die Mädchen des Waisenhauses der Annunziata und die Diakone des Priesterseminars Gesang. 
Nolas erste Veröffentlichung, dreistimmige „Canzoni villanesche“ in 2 Bänden, erschienen 1541. Sie fanden Beachtung bei Zeitgenossen wie Orlando di Lasso, Hubert Waelrant, Adrian Willaert, Baldassare Donato, Perissone Cambio und Antonio Scandello, und wurden von diesen teilweise vierstimmig bearbeitet. Ein erstes, vierstimmiges Madrigalbuch von 1545 umfasst 29 Kompositionen, 22 davon auf Texte von Petrarca. 1564 erschien ein zweites, fünfstimmiges Madrigalbuch, zwei weitere gelten als verloren. Bei Benacci wurde eine (undatierte) Sammlung mit Gedichten von Giovanni Domenico da Nola veröffentlicht.